# Gyllenstierna af Björksund och Helgö
Gyllenstierna af Björksund och Helgö var en svensk grevlig ätt introducerad 1719 på Riddarhuset i Stockholm. Ätten utslocknade år 1799.

## Historik

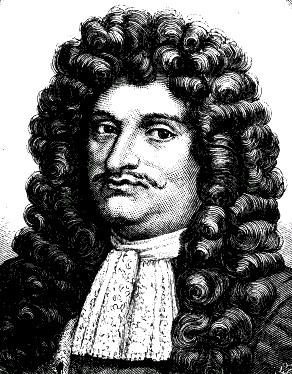
En av de mest inflytelserika Gyllenstiernorna var Johan Göransson som hade Karl XI:s öra och spelade en viktig roll under Skånska kriget.

Två bröder blev gemensamt stamfäder för denna ätt,  Riksrådet friherre Göran Göransson Gyllenstierna af Lundholm (1632–1686) och hans bror riksrådet friherre Johan Göransson Gyllenstierna af Lundholm (1635–1680), söner till landshövdingen i Uppland, friherre Göran Göransson Gyllenstierna den äldre och friherrinnan Anna, född Skytte.
Göran Göransson Gyllenstierna var Karl X Gustavs kammarherre (1655), och 1657 utnämndes Gyllenstierna till landshövding i Kronobergs län och i Uppland 1664, och han upphöjdes 1666 till riksråd. Samma år utnämndes han till hovrättsråd i Svea hovrätt samt kommissarie i reduktionskollegium och blev 1668 president i samma ämbetsverk. Han blev guvernör över drottning Kristinas underhållsländer 1674.
Brodern Johan Göransson Gyllenstierna af Lundholm, född 18 februari 1635 på Älvsjö gård i Brännkyrka socken vid Stockholm, död 10 juni 1680, var riksråd och Karl XI:s gunstling vilket gjorde honom till en av Sveriges mäktigaste män vid sin död.
Båda bröderna upphöjdes till grevlig värdighet på Stockholms slott av kung Karl XI år 1674. De introducerades först 1719 under nr 45, med namnet Gyllenstierna af Björksund och Helgö.
Johan slöt själv sin ättegren redan 10 juni 1680, Jörans ättegren utgick på svärdssidan 17 maj 1799.
|  |  |  |  |  |  |                                                                 |                                                                 |                                                                 |                                                                 | Göran Gyllenstierna d.ä.                                        |                                                                 |  |  | |                                                                |                                                                |                                                                |                                                                |                                                                |  |  |  |  |  |  |  |  |  |  |
|  |  |  |  |  |  |                                                                 |                                                                 |                                                                 |                                                                 |                                                                 |                                                                 |  |  | |                                                                |                                                                |                                                                |                                                                |                                                                |  |  |  |  |  |  |  |  |  |  |
|  |  |  |  |  |  |                                                                 |                                                                 |                                                                 |                                                                 |                                                                 |                                                                 |  |  | |                                                                |                                                                |                                                                |                                                                |                                                                |  |  |  |  |  |  |  |  |  |  |
|  |  |  |  |  |  | Johan Gyllenstierna Greve av Björksund och Helgö Död ogift 1680 | Johan Gyllenstierna Greve av Björksund och Helgö Död ogift 1680 | Johan Gyllenstierna Greve av Björksund och Helgö Död ogift 1680 | Johan Gyllenstierna Greve av Björksund och Helgö Död ogift 1680 | Johan Gyllenstierna Greve av Björksund och Helgö Död ogift 1680 | Johan Gyllenstierna Greve av Björksund och Helgö Död ogift 1680 |  |  | Göran Gyllenstierna d.y. Greve av Björksund och Helgö Död 1686 | Göran Gyllenstierna d.y. Greve av Björksund och Helgö Död 1686 | Göran Gyllenstierna d.y. Greve av Björksund och Helgö Död 1686 | Göran Gyllenstierna d.y. Greve av Björksund och Helgö Död 1686 | Göran Gyllenstierna d.y. Greve av Björksund och Helgö Död 1686 | Göran Gyllenstierna d.y. Greve av Björksund och Helgö Död 1686 |  |  |  |  |  |  |  |  |  |  |
|  |  |  |  |  |  | Johan Gyllenstierna Greve av Björksund och Helgö Död ogift 1680 | Johan Gyllenstierna Greve av Björksund och Helgö Död ogift 1680 | Johan Gyllenstierna Greve av Björksund och Helgö Död ogift 1680 | Johan Gyllenstierna Greve av Björksund och Helgö Död ogift 1680 | Johan Gyllenstierna Greve av Björksund och Helgö Död ogift 1680 | Johan Gyllenstierna Greve av Björksund och Helgö Död ogift 1680 |  |  | Göran Gyllenstierna d.y. Greve av Björksund och Helgö Död 1686 | Göran Gyllenstierna d.y. Greve av Björksund och Helgö Död 1686 | Göran Gyllenstierna d.y. Greve av Björksund och Helgö Död 1686 | Göran Gyllenstierna d.y. Greve av Björksund och Helgö Död 1686 | Göran Gyllenstierna d.y. Greve av Björksund och Helgö Död 1686 | Göran Gyllenstierna d.y. Greve av Björksund och Helgö Död 1686 |  |  |  |  |  |  |  |  |  |  |
|  |  |  |  |  |  |                                                                 |                                                                 |                                                                 |                                                                 |                                                                 |                                                                 |  |  | Nils Gyllenstierna Greve av Björksund och Helgö |                                                                |                                                                |                                                                |                                                                |                                                                |  |  |  |  |  |  |  |  |  |  |
|  |  |  |  |  |  |                                                                 |                                                                 |                                                                 |                                                                 |                                                                 |                                                                 |  |  | |                                                                |                                                                |                                                                |                                                                |                                                                |  |  |  |  |  |  |  |  |  |  |
|  |  |  |  |  |  |                                                                 |                                                                 |                                                                 |                                                                 |                                                                 |                                                                 |  |  | Göran greve till Björksund friherre till Lundholm herre till Almarestäk, Torönsborg och Örby (1721–1799) Riksråd, Riksmarskalk Död barnlös 1799 han slöt ätten och den sista greven med namnet Gyllenstierna |                                                                |                                                                |                                                                |                                                                |                                                                |  |  |  |  |  |  |  |  |  |  |

### Gyllenstierna af Björksund och Helgö
- Göran Göransson Gyllenstierna (1632–1686), riksråd 1666, greve af Björksund och Helgö  (tillsammans med brodern) 1674, överståthållare i huvudstaten 1678, pådrivande bakom reduktionen vilken slutligen kom att drabba honom själv hårt.
  - Nils Göransson Gyllenstierna af Björksund och Helgö (1670–1731), militär i Karl XII:s krig, generallöjtnant 1722, riksråd 1727.
    - Göran Gyllenstierna (1724–1799), jurist, riksråd, riksmarskalk 1781.
- Johan Göransson Gyllenstierna (1635–1680), hovkansler 1666, riksmarskalk 1668, s.å. riksråd,  greve af Björksund och Helgö (tillsammans med brodern) 1674, Karl XI:s gunstling, framgångsrik i Skånska kriget, generalguvernör över de tidigare danska provinserna 1679.